# Esakiopteryx
Esakiopteryx is een geslacht van vlinders van de familie spanners (Geometridae), uit de onderfamilie Larentiinae.

## Soorten
- E. venusta Yazaki, 1986
- E. volitans Butler, 1878